# Christine Boutin
Christine Marcelle Valérie Cécile Marie Boutin, nata Martin, nota semplicemente come Christine Boutin (Levroux, 6 febbraio 1944), è una politica francese, ministro dell'edilizia abitativa e della città sotto il Governo Fillon I e presidente del Partito Cristiano Democratico dal 2009 al 2013.
Si è candidata in occasione delle elezioni presidenziali in Francia del 2002.